# Ichthyophis beddomei
Espèce
Statut de conservation UICN

 LC  : Préoccupation mineure
Ichthyophis beddomei est une espèce de gymnophiones de la famille des Ichthyophiidae.

## Répartition
Cette espèce est endémique des Ghâts occidentaux en Inde. Elle se rencontre au Maharashtra, au Karnataka, au Tamil Nadu et au Kerala.

## Étymologie
Cette espèce est nommée en l'honneur de Richard Henry Beddome.

## Publication originale
- Peters, 1880 "1879" : Über die Eintheilung der Caecilien und insbesondere über die Gattungen Rhinatrema und Gymnopis. Monatsberichte der Königlichen Preussischen Akademie der Wissenschaften zu Berlin, vol. 1879, p. 924-945 (texte intégral).